# Kriegsspital (Ingolstadt)

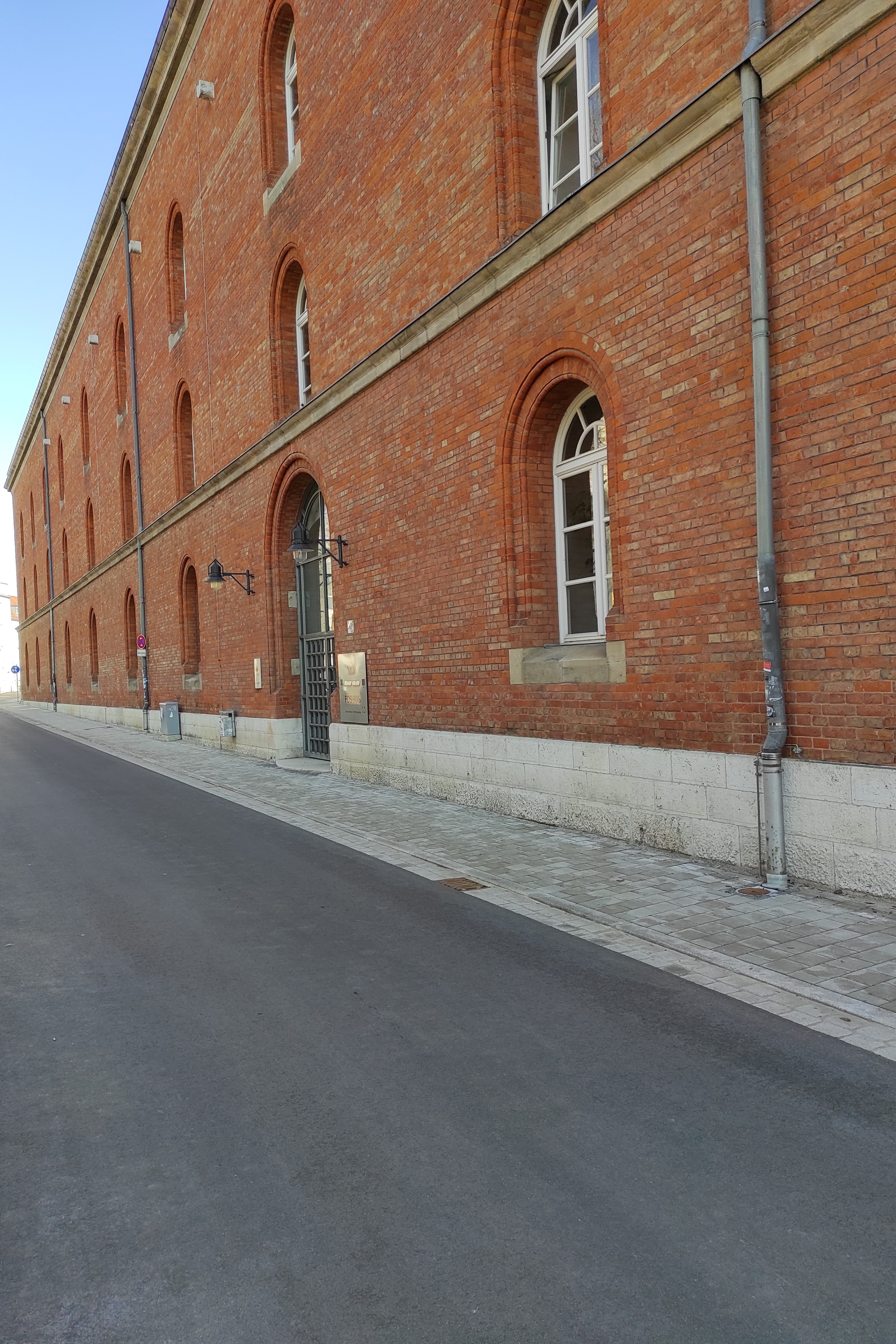
Die FOSBOS Ingolstadt ist heute im ehemaligen Kriegsspital untergebracht.

Das Kriegsspital ist ein Ziegelbau, der zur Landesfestung Ingolstadt gehörte.
Es wurde 1861–1864 als bombensicheres Lazarett zur Behandlung von Soldaten der Bayerischen Armee erbaut. Zum damaligen Zeitpunkt beherbergte Ingolstadt als Festungsstadt fast doppelt so viele militärische wie zivile Einwohner. Beim Ausbau zur Garnisonsstadt entstanden so mehrere Großbauten des Militärs in der Altstadt, darunter das Kriegsspital.
Zur Zeit des Nationalsozialismus wurde das Kriegsspital unter dem Namen Flandernkaserne von der Wehrmacht als Kaserne genutzt.
Heute ist das Gebäude Hauptsitz der Staatlichen Fachoberschule und Berufsoberschule Ingolstadt. Es befindet sich in der Jesuitenstraße 2 (Oberer Graben 4) und steht unter Denkmalschutz.